# Motoinvest
Die Motoinvest-Gruppe wurde am 18. November 1991 gegründet und erlosch im Jahr 1998. Im Verlauf ihrer Existenz wurde Motoinvest zum Synonym für undurchsichtige Finanztransaktionen jenseits gesetzlicher Schranken, insbesondere wegen des „Tunneln“ der von der Firma beherrschten Banken und Unternehmen. Der Chef von Motoinvest, Pavel Tykač, erhielt den Beinamen „Schädling des Kapitalmarkts“.
Zu den Mitgründern von Motoinvest gehörten Pavel Tykač, Jan Dienstl, Aleš Tříska (Bruder des Autors der Privatisierung Dušan Tříska) und Svatopluk Potáč (ehemaliges Mitglied des Zentralkomitees der Kommunistischen Partei der Tschechoslowakei und früherer Vorsitzender der Tschechoslowakischen Staatsbank und der Staatlichen Planungskommission). In der Zeit ihres Bestehens konzentrierte sich die Gruppe auf den Kauf und Verkauf von Beteiligungen an Banken, Investmentfonds und Unternehmen, die im Verlauf der Privatisierung ihre Eigentümer wechselten. Die Vertreter von Motoinvest besaßen oder waren vertreten in Geschäftsführungsorganen von První slezská banka, Ekoagrobanka, Kreditní banka sowie Agrobanka und verursachten auch dem Bankhaus Skala Probleme. Aufgrund ihrer Beteiligungen an verschiedenen Unternehmen verwalteten die genannten Personen auf dem Höhepunkt der Aktivitäten von Motoinvest ein Vermögen von bis zu 80 Mrd. CZK.
Die Motoinvest-Gruppe löste seit ihrer Entstehung Befürchtungen und Spekulationen aus, die vor allem in ihrer intransparenten Struktur begründet waren. Zu den Hauptkritikern der Firma gehörte der Gouverneur der Tschechischen Nationalbank, Josef Tošovský.

## Motoinvest und Verbindungen zur Politik
Motoinvest war für seine enge Anbindung an politische Vertreter aller Parteien und deren Familienangehörige bekannt. So saß beispielsweise Lívie Klausová (Frau des damaligen Premierministers Václav Klaus) gemeinsam mit Motoinvest-Chef Pavel Tykač im Aufsichtsrat der Aktiengesellschaft ZVVZ Milevsko und hat aus ihrem guten Verhältnis zu Tykač nie einen Hehl gemacht.
1995 half Motoinvest der christdemokratischen KDU-ČSL, als die Partei von Josef Lux ein Darlehen von einem Geldinstitut aus der Motoinvest-Finanzgruppe erhielt. Plzeňská banka, deren Generaldirektor Petr Rybář  gleichzeitig auch Mitglied des überregionalen Ausschusses der KDU-ČSL war, stellte der Partei 14,9 Millionen Kronen zur Verfügung. Der Parteivorsitzende Josef Lux selbst bestätigte 1997 die Spekulationen über das Darlehen an die KDU-ČSL von der durch Motoinvest beherrschten Plzeňská banka.
Auch im Fall um Agrobanka und Kreditní banka tauchte der Verdacht auf, dass die Personen um Motoinvest ihre Kontakte zu führenden Politikern der ODS, ČSSD und KDU-ČSL zur Einflussnahme auf die Ermittlungen genutzt haben.
Die Aktivitäten von Motoinvest und ihre Verbindungen zur Politik empörten nicht nur die Öffentlichkeit, sondern auch die Regierungsparteien. Sie standen im Verdacht, betrügerische Unternehmer zu decken. 1997 veröffentlichten die Medien Informationen über schwarze Konten der beiden konservativen Parteien ODS und ODA. Als Folge der daraus entstandenen politischen Krise musste die Regierung Klaus abdanken. Die Partei ODA überstand die Zerreissprobe nicht und zerfiel.
Anschließend unterstützte Motoinvest 1998 mit einem Darlehen von 19 Mio. CZK auch die sozialdemokratische ČSSD. Pavel Tykač wurde daraufhin Berater von Finanzminister Ivo Svoboda, der seine Funktion aber schon bald niederlegen musste, weil er in Verbindung mit dem „Tunneln“ der Firma Liberta der Korruption angeklagt und anschließend auch verurteilt wurde.

## Von Motoinvest beherrschte Banken
Agrobanka
Motoinvest erhielt im Dezember 1995 von Agrobanka zinsfrei 900 Millionen zum Kauf der Plzeňská banka. Fast die gleiche Summe gab Agrobanka für wertlose Aktien und Beteiligungen an den Fonds AGB 2 und Credit aus. Im Sommer 1996 büßte Agrobanka dann 265 Millionen Kronen beim Kauf von Aktien der Textilfirma Texlen ein, und einen Kredit von 370 Millionen für die Investmentgesellschaften 2. CS Holding und YSE 2 (beide beherrscht von der Motoinvest-Gruppe) ließ sich die Bank mit unverkäuflichen Wertpapieren bezahlen.
Die Geschichte der Agrobanka und ihrer Zwangsverwaltung lebte 2000 wieder auf. Der damalige Zwangsverwalter der Agrobanka und Mitarbeiter der Tschechischen Nationalbank Jiří Klumpar nahm den Kampf mit den früheren Vertretern der Motoinvest-Gruppe auf, in deren Besitz sich die Agrobanka befand. Auf seine Initiative hin wurde die Motoinvest-Ära von der renommierten Firma Price Waterhouse geprüft, die zahlreiche suspekte Transaktionen aufdeckte, bei denen mindestens 2,5 Milliarden Kronen verloren gingen. Verwalter Klumpar und die Tschechische Nationalbank stellten insgesamt acht Strafanzeigen. Die anschließende Prüfung der Firma Price Waterhouse bezifferte den Verlust der Agrobanka unter Leitung der Gesellschaft Motoinvest auf neun Milliarden Kronen, wobei die Gesamtkosten und Sanierungsausgaben zur Beilegung der mit Agrobanka verbundenen Krise auf 50 Milliarden Kronen geschätzt werden.
Der Generaldirektor von Motoinvest Pavel Tykač versuchte den Bericht der Wirtschaftsprüfer von Price Waterhouse im Rahmen mehrerer öffentlicher Auftritte scharf zurückzuweisen.